# Władysław Żarski
Władysław Żarski (ur. 14 sierpnia 1882 w Bełzie, zm. 1940 w ZSRR) – polski działacz niepodległościowy, porucznik rezerwy piechoty Wojska Polskiego, inspektor Policji Państwowej, ofiara zbrodni katyńskiej.

## Życiorys
Urodził się 14 sierpnia 1882 w Bełzie jako syn Jana (c. k. woźny sądowy w Sanoku, zm. 4 maja 1908 w wieku 55 lat) i Katarzyny z domu Dunajewicz (1847–1920)). Miał rodzeństwo: Zofię (ur. 1881), Bronisława (ur. 1886, w 1913 szef Drużyn Bartoszowych w Sanoku), Stanisława Walentego (1888–1920, urzędnik sądowy). Wraz z rodziną zamieszkiwał w Posadzie Sanockiej.
W 1903 zdał egzamin dojrzałości w C.K. Gimnazjum Męskim w Sanoku (w jego klasie byli m.in. Jan Killar, Jan Rajchel, Franciszek Wanic).
Na początku XX wieku był członkiem wydziału koła Towarzystwa Szkoły Ludowej w Sanoku. Przed 1914 w Sanoku działał w organizacjach niepodległościowych: był organizatorem i prezesem stowarzyszenia Towarzystwo Młodzieży Polskiej „Znicz”, powołanego 17 lipca 1904, w którym podczas studiów był sekretarzem, w styczniu 1906 wybrany zastępcą prezesa dr. Józefa Tomasika (stowarzyszenie rozwiązało się w 1907), następnie w 1911 został komendantem powołanej Komendy Miejscowej „Armii Polskiej” w Sanoku i rozwijał jej działalność także na obszar powiatu sanockiego, aktywnie włączając byłych członków „Znicza”, był współorganizatorem kursu podoficerskiego, pełniąc funkcje instruktora ds. nauczania regulaminu (wraz z nim w komendzie działali Bronisław Praszałowicz, Zygmunt Tomaszewski – wszyscy trzej byli pracownikami w sferze prawa – sądownictwa bądź adwokatury); był członkiem powstałej w 1912 VII Drużyny Strzeleckiej w Sanoku, w strukturze której był komendantem, wiceprezesem, dowódcą plutonu oraz tymczasowo dowódcą pod nieobecność Z. Tomaszewskiego; działał także na rzecz Sanockiej Chorągwi Drużyn Bartoszowych będąc wyznaczony z KM AP do prowadzenia zajęć wojskowych i instruktorem w szkole podoficerskiej, a w 1911 został członkiem Komitetu Mężów Zaufania DB w Sanoku.
Po ukończonych studiach prawniczych uchwałą z 1910 został uznany przynależnym do gminy Sanok. Od ok. 1911 był praktykantem konceptowym w c. k. dyrekcji okręgu skarbowego w Sanoku. Od ok. 1912 był auskultantem przy C.K. Sądzie Obwodowym w Sanoku (w 1913 analogicznie Z. Tomaszewski, B. Praszałowicz oraz Bolesław Mozołowski i Michał Drwięga).
W rezerwie piechoty C.K. Armii został mianowany kadetem z dniem 1 stycznia 1909, potem awansowany na stopień chorążego z dniem 1 stycznia 1909, a następnie na stopień podporucznika z dniem 1 stycznia 1912. Był przydzielony do 45 pułku piechoty, stacjonującego w Sanoku. Oficerem rezerwy z przydziałem do tej jednostki pozostawał także podczas I wojny światowej około 1916.
U kresu wojny, po przejęciu władzy w Sanoku przez Polaków 1 listopada 1918 w stopniu porucznika został organizatorem i dowódcą żandarmerii w mieście. W połowie listopada 1918 w stopniu podporucznika był komendantem powiatowym w Sanoku. W 1919 udzielał się przy działalności zarządu powiatowego Związku Inwalidów Wojennych RP w Sanoku.
Jako aplikant 22 lipca 1919 został mianowany sędzią zapasowym w IX klasie rangi w okręgu Sądu Zapasowego we Lwowie (analogicznie B. Mozołowski i B. Praszałowicz). Został funkcjonariuszem Policji Państwowej. Został awansowany do stopnia inspektora. Od 1 grudnia 1920 do 31 marca 1921 pełnił stanowisko komendanta PP Okręgu w Przemyślu, a następnie sprawował urząd komendanta PP Okręgu X Stanisławowskiego. W Wojsku Polskim został zweryfikowany w stopniu porucznika rezerwy piechoty ze starszeństwem z dniem 1 czerwca 1919. W 1923, 1924 był oficerem rezerwowym 2 pułku strzelców podhalańskich w Sanoku. W 1934, jako porucznik pospolitego ruszenia rezerwy piechoty był Oficerskiej Kadrze Okręgowej nr VI jako oficer przewidziany do użycia w czasie wojny.

Po wybuchu II wojny światowej i agresji ZSRR na Polskę z 17 września 1939 na terenach wschodnich II Rzeczypospolitej został aresztowany przez Sowietów. Został zamordowany przez NKWD na wiosnę 1940. Jego nazwisko znalazło się na tzw. Ukraińskiej Liście Katyńskiej opublikowanej w 1994 (został wymieniony na liście wywózkowej 55/1-51 oznaczony numerem 1027). Ofiary tej części zbrodni katyńskiej zostały pochowane na otwartym w 2012 Polskim Cmentarzu Wojennym w Kijowie-Bykowni.

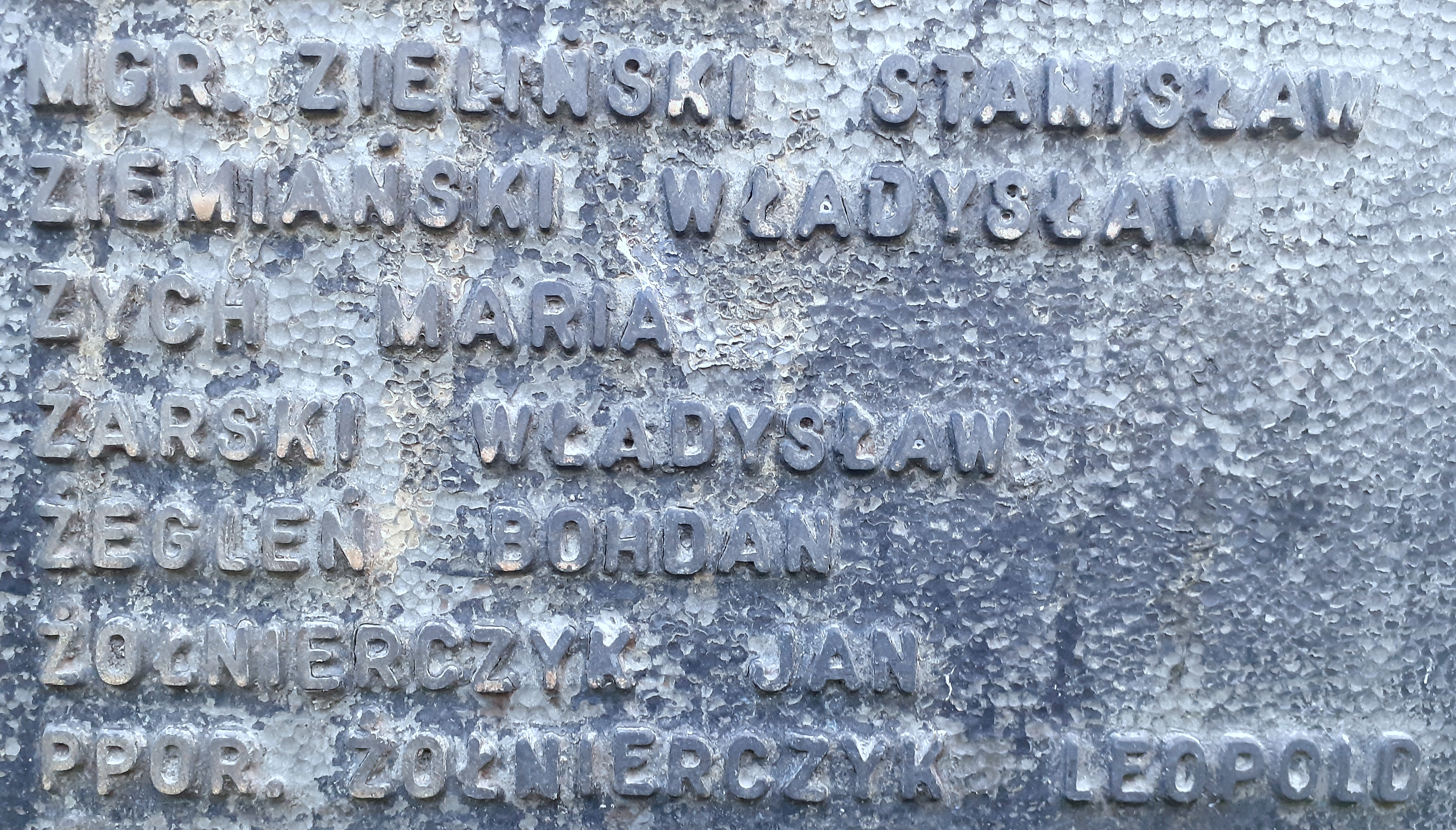
Upamiętnienie na Mauzoleum w Sanoku

## Ordery i odznaczenia
- Krzyż Oficerski Orderu Odrodzenia Polski (27 grudnia 1924)[57]
- Medal Niepodległości (12 marca 1931)[58]
- Krzyż Pamiątkowy Mobilizacji 1912–1913 (Austro-Węgry, przed 1914)[38]

## Upamiętnienie
W ramach Apelu Poległych uczniów sanockiego gimnazjum w publikacji z 1958 Józef Stachowicz podał, że Władysław Żarski zginął podczas II wojny światowej w nieznanym miejscu.
W 1962 Władysław Żarski został upamiętniony wśród innych osób wymienionych na jednej z tablic Mauzoleum Ofiar II Wojny Światowej na obecnym Cmentarzu Centralnym w Sanoku.